# Joanna Linkiewicz
Joanna Linkiewicz (Breslavia, 2 maggio 1990) è un'ostacolista e velocista polacca.

## Palmarès
| Anno | Manifestazione           | Sede           | Evento   | Risultato  | Prestazione | Note                                     |
| ---- | ------------------------ | -------------- | -------- | ---------- | ----------- | ---------------------------------------- |
| 2008 | Mondiali juniores        | Bydgoszcz      | 4x400 m  | Batteria   | 3'43"08     |                                          |
| 2011 | Europei under 23         | Kaunas         | 400 m hs | Batteria   | 1'01"24     |                                          |
| 2011 | Europei under 23         | Kaunas         | 4x400 m  | 4ª         | 3'36"42     |                                          |
| 2013 | Universiadi              | Kazan'         | 400 m hs | Batteria   | 1'00"01     |                                          |
| 2013 | Universiadi              | Kazan'         | 4x400 m  | 5ª         | 3'45"62     |                                          |
| 2014 | Mondiali indoor          | Sopot          | 4×400 m  | 4ª         | 3'29"89     |                                          |
| 2014 | World Relays             | Nassau         | 4x400 m  | 5ª         | 3'27"37     |                                          |
| 2014 | Europei                  | Zurigo         | 400 m hs | 8ª         | 56"59       |                                          |
| 2014 | Europei                  | Zurigo         | 4×400 m  | 5ª         | 3'25"73     |                                          |
| 2015 | Europei indoor           | Praga          | 4×400 m  | Bronzo     | 3'31"90     |                                          |
| 2015 | World Relays             | Nassau         | 4×400 m  | 5ª         | 3'29"30     |                                          |
| 2015 | Universiadi              | Gwangju        | 400 m hs | Oro        | 55"62       |                                          |
| 2015 | Universiadi              | Gwangju        | 4x400 m  | Oro        | 3'31"98     |                                          |
| 2015 | Mondiali                 | Pechino        | 400 m hs | Batteria   | 56"51       |                                          |
| 2015 | Mondiali                 | Pechino        | 4x400 m  | Batteria   | 3'32"83     |                                          |
| 2016 | Europei                  | Amsterdam      | 400 m hs | Argento    | 55"33       |                                          |
| 2016 | Giochi olimpici          | Rio de Janeiro | 400 m hs | Semifinale | 55"35       |                                          |
| 2017 | Mondiali                 | Londra         | 400 m hs | Semifinale | 56"25       |                                          |
| 2017 | Universiadi              | Taipei         | 400 m hs | Argento    | 55"90       |                                          |
| 2018 | Mondiali indoor          | Birmingham     | 4×400 m  | Argento    | 3'26"09     | Record nazionale                         |
| 2018 | Europei                  | Berlino        | 400 m hs | Semifinale | 56"06       |                                          |
| 2019 | Giochi mondiali militari | Wuhan          | 4x400 m  | Oro        | 3'27"84     |                                          |
| 2019 | Mondiali                 | Doha           | 400 m hs | Semifinale | 55"38       | Miglior prestazione personale stagionale |
| 2021 | Giochi olimpici          | Tokyo          | 400 m hs | Semifinale | 55"67       |                                          |

## Altre competizioni internazionali
2019
- Campionati europei a squadre di atletica leggera ( Bydgoszcz)

2021
- Campionati europei a squadre di atletica leggera ( Chorzów)